# Гарріетта (Мічиган)
Гарріетта (англ. Harrietta) — селище (англ. village) в США, в окрузі Вексфорд штату Мічиган. Населення — 151 особа (2020).

## Географія
Гарріетта розташована за координатами 44°18′34″ пн. ш. 85°42′3″ зх. д. / 44.30944° пн. ш. 85.70083° зх. д. (44.309462, -85.700746).  За даними Бюро перепису населення США в 2010 році селище мало площу 2,42 км², уся площа — суходіл. В 2017 році площа становила 2,57 км², уся площа — суходіл.

## Демографія
Згідно з переписом 2010 року, у селищі мешкали 143 особи в 60 домогосподарствах у складі 40 родин. Густота населення становила 59 осіб/км².  Було 103 помешкання (43/км²).
Расовий склад населення:
| - 94,4 % — білих - 0,7 % — чорних або афроамериканців - 0,7 % — азіатів |

До двох чи більше рас належало 4,2 %. Частка іспаномовних становила 4,2 % від усіх жителів.
За віковим діапазоном населення розподілялося таким чином: 21,0 % — особи молодші 18 років, 61,5 % — особи у віці 18—64 років, 17,5 % — особи у віці 65 років та старші. Медіана віку мешканця становила 46,1 року. На 100 осіб жіночої статі у селищі припадало 116,7 чоловіків;  на 100 жінок у віці від 18 років та старших — 105,5 чоловіків також старших 18 років.
Середній дохід на одне домашнє господарство  становив 38 303 долари США (медіана — 27 917), а середній дохід на одну сім'ю — 47 659 доларів (медіана — 33 125). За межею бідності перебувало 37,3 % осіб, у тому числі 75,0 % дітей у віці до 18 років та 7,1 % осіб у віці 65 років та старших.
Цивільне працевлаштоване населення становило 43 особи. Основні галузі зайнятості: освіта, охорона здоров'я та соціальна допомога — 32,6 %, виробництво — 16,3 %, науковці, спеціалісти, менеджери — 14,0 %.